# أواسا (إثيوبيا)
أواسا هي مدينة، في إثيوبيا، تقع في Hawassa Zuria ‏، بلغ عدد سكانها 300,100  نسمة وذلك حسب إحصائيات سنة 2015.

## المناخ
يظهر الجدول التالي التغييرات المناخية على مدار السنة لأواسا:
| البيانات المناخية لـأواسا                        | البيانات المناخية لـأواسا | البيانات المناخية لـأواسا | البيانات المناخية لـأواسا | البيانات المناخية لـأواسا | البيانات المناخية لـأواسا | البيانات المناخية لـأواسا | البيانات المناخية لـأواسا | البيانات المناخية لـأواسا | البيانات المناخية لـأواسا | البيانات المناخية لـأواسا | البيانات المناخية لـأواسا | البيانات المناخية لـأواسا | البيانات المناخية لـأواسا |
| الشهر                                            | يناير                     | فبراير                    | مارس                      | أبريل                     | مايو                      | يونيو                     | يوليو                     | أغسطس                     | سبتمبر                    | أكتوبر                    | نوفمبر                    | ديسمبر                    | المعدل السنوي             |
| ------------------------------------------------ | ------------------------- | ------------------------- | ------------------------- | ------------------------- | ------------------------- | ------------------------- | ------------------------- | ------------------------- | ------------------------- | ------------------------- | ------------------------- | ------------------------- | ------------------------- |
| الدرجة القصوى °م (°ف)                            | 32 (90)                   | 33 (91)                   | 33 (91)                   | 33 (91)                   | 31 (88)                   | 30 (86)                   | 28 (82)                   | 29 (84)                   | 29 (84)                   | 30 (86)                   | 31 (88)                   | 31 (88)                   | 33 (91)                   |
| متوسط درجة الحرارة الكبرى °م (°ف)                | 29 (84)                   | 30 (86)                   | 30 (86)                   | 28 (82)                   | 27 (81)                   | 26 (79)                   | 24 (75)                   | 25 (77)                   | 25 (77)                   | 27 (81)                   | 28 (82)                   | 28 (82)                   | 27 (81)                   |
| متوسط درجة الحرارة الصغرى °م (°ف)                | 11 (52)                   | 12 (54)                   | 13 (55)                   | 14 (57)                   | 14 (57)                   | 14 (57)                   | 14 (57)                   | 14 (57)                   | 13 (55)                   | 12 (54)                   | 10 (50)                   | 10 (50)                   | 13 (55)                   |
| أدنى درجة حرارة °م (°ف)                          | 0 (32)                    | 3 (37)                    | 5 (41)                    | 6 (43)                    | 9 (48)                    | 8 (46)                    | 7 (45)                    | 7 (45)                    | 7 (45)                    | 3 (37)                    | 0 (32)                    | −2 (28)                   | −2 (28)                   |
| معدل هطول الأمطار مم (إنش)                       | 29 (1.1)                  | 44 (1.7)                  | 100 (3.9)                 | 147 (5.8)                 | 133 (5.2)                 | 99 (3.9)                  | 128 (5.0)                 | 125 (4.9)                 | 140 (5.5)                 | 92 (3.6)                  | 30 (1.2)                  | 24 (0.9)                  | 1٬091 (42.7)              |
| متوسط الأيام الممطرة (≥ 0.1 mm)                  | 5                         | 8                         | 16                        | 16                        | 16                        | 15                        | 19                        | 20                        | 22                        | 14                        | 5                         | 4                         | 160                       |
| المصدر #1: المنظمة العالمية للأرصاد الجوية       |                           |                           |                           |                           |                           |                           |                           |                           |                           |                           |                           |                           |                           |
| المصدر #2: National Meteorology Agency (records) |                           |                           |                           |                           |                           |                           |                           |                           |                           |                           |                           |                           |                           |

## أعلام
- أداني غيرما
- بيهايلو اسيفا
- جمال تاسيو
- شيمليس بيكيلى